# Communauté de communes du Pays Sabolien
Die Communauté de communes du Pays Sabolien (inoffizielle Schreibweise: Communauté de communes du Pays sabolien) ist ein französischer Gemeindeverband mit der Rechtsform einer Communauté de communes in den Départements Sarthe und Mayenne in der Region Pays de la Loire. Sie wurde am 30. Dezember 1999 gegründet und umfasst 17 Gemeinden. Der Verwaltungssitz befindet sich im Ort Sablé-sur-Sarthe. Die Besonderheit besteht in der Département-übergreifenden Struktur der Gemeinden.

## Historische Entwicklung
Der Erlass des Präfekten des Départements Sarthe vom 5. Juli 2021 legte die Änderung des bisherigen Namens des Gemeindeverbands Communauté de communes de Sablé-sur-Sarthe auf den aktuellen Namen fest.

## Mitgliedsgemeinden
| Gemeinde                                | Einwohner 1. Januar 2022 | Fläche km² | Dichte Einw./km² | Code INSEE | Postleitzahl | Département |
| --------------------------------------- | ------------------------ | ---------- | ---------------- | ---------- | ------------ | ----------- |
| Asnières-sur-Vègre                      | 337                      | 12,64      | 27               | 72010      | 72430        | Sarthe      |
| Auvers-le-Hamon                         | 1.458                    | 47,83      | 30               | 72016      | 72300        | Sarthe      |
| Avoise                                  | 572                      | 24,56      | 23               | 72021      | 72430        | Sarthe      |
| Bouessay                                | 718                      | 9,34       | 77               | 53037      | 53290        | Mayenne     |
| Courtillers                             | 910                      | 7,24       | 126              | 72106      | 72300        | Sarthe      |
| Dureil                                  | 61                       | 7,96       | 8                | 72123      | 72270        | Sarthe      |
| Juigné-sur-Sarthe                       | 1.142                    | 20,66      | 55               | 72151      | 72300        | Sarthe      |
| Le Bailleul                             | 1.217                    | 27,46      | 44               | 72022      | 72200        | Sarthe      |
| Louailles                               | 703                      | 10,49      | 67               | 72167      | 72300        | Sarthe      |
| Notre-Dame-du-Pé                        | 707                      | 7,75       | 91               | 72232      | 72300        | Sarthe      |
| Parcé-sur-Sarthe                        | 1.998                    | 40,58      | 49               | 72228      | 72300        | Sarthe      |
| Pincé                                   | 191                      | 5,76       | 33               | 72236      | 72300        | Sarthe      |
| Précigné                                | 2.900                    | 57,85      | 50               | 72244      | 72300        | Sarthe      |
| Sablé-sur-Sarthe                        | 12.194                   | 36,92      | 330              | 72264      | 72300        | Sarthe      |
| Solesmes                                | 1.229                    | 11,53      | 107              | 72336      | 72300        | Sarthe      |
| Souvigné-sur-Sarthe                     | 606                      | 17,06      | 36               | 72343      | 72300        | Sarthe      |
| Vion                                    | 1.383                    | 20,04      | 69               | 72378      | 72300        | Sarthe      |
| Communauté de communes du Pays Sabolien | 28.326                   | 365,67     | 77               | –          | –            | –           |